# Hágó (település)
Hágó (románul: Hagău) falu Romániában, Maros megyében.

## Története
Mezőrücs község része. A trianoni békeszerződésig Maros-Torda vármegye Marosi felső járásához tartozott.

## Népessége
2002-ben 52 lakosa volt, ebből 52 román nemzetiségű.

## Vallások
A falu lakói közül 50-en ortodox és 2-en görögkatolikus hitűek.